# Lenox Avenue Line
De Lenox Avenue Line is een van de IRT lijnen, of beter gezegd trajecten, van de metro van New York. De lijn is onderdeel van de eerste metrolijn in New York. Het is een vrij korte lijn en bedient slechts upper Manhattan. De lijnen 2 en 3 maken gebruik van dit traject.
De lijn bezit twee van de vier stations in het hele netwerk die niet de gehele dag open zijn: 145th Street and Harlem–148th Street (de andere twee stations liggen aan de Nassau Street Line). Tijdens de nacht rijdt er een gratis bus naar het station 135th Street, dat wel 24 uur per dag open is.